# Lancia Z
La Lancia Z è una grande monovolume prodotta tra il settembre 1994 e il febbraio 2002 dalla Casa italiana Lancia.

## Storia
La Z (o Zeta) nacque come prodotto della Lancia risultante dalla joint venture tra Gruppo PSA e Gruppo FIAT per la realizzazione di quattro monovolumi dalle caratteristiche simili commercializzate con quattro marchi diversi (Peugeot, Citroën, Fiat e Lancia). I due gruppi non erano nuovi a questo genere di operazioni, dal momento che già negli anni ottanta si erano adoperati assieme per la realizzazione di alcuni veicoli commerciali sulla base di un unico progetto. Il progetto che invece stava alla base della realizzazione di queste monovolumi prevedeva l'utilizzo di una piattaforma che sarebbe stata in seguito utilizzata, per il furgone Fiat Scudo, prodotto anche come Peugeot Expert e Citroën Jumpy.
Il risultato furono quattro monovolumi, pressoché identiche, sia come pianale sia come meccanica, che era di origine PSA, ma leggermente diversi sia per il marchio sia come livelli di allestimento. La Z era fondamentalmente la versione dall'allestimento più lussuoso.
Presentata al Salone dell'automobile di Torino nell'aprile 1994, è una grossa monovolume in grado di competere con la Renault Espace, fino a quel momento leader incontrastata nel settore delle monovolume di grossa taglia. A differenza di quest'ultima, la Z (così come anche le sue sorelle) montava portelloni posteriori scorrevoli. Il suo abitacolo era in grado di ospitare sette persone (ma scegliendo di avere una panca da tre posti nella fila posteriore si poteva arrivare anche a otto posti), oppure, ribaltando i sedili, si poteva ampliare notevolmente la capacità di carico.
Nel 2002 la Z fu tolta di produzione per lasciare il posto alla sua erede, la Lancia Phedra, ancora più grande e accogliente.

## Estetica
La linea della Z è la classica linea delle monovolume. Costruita negli stabilimenti francesi di Sevel a Valenciennes, condivide pianale, meccanica e lamierati con le sue tre sorelle (Ulysse, Peugeot 806 e Citroën Evasion) e ne ricalcava quindi anche l'estetica in modo pedissequo. Presenta quindi delle forme pressoché squadrate e votate alla razionalità, con sottili fari anteriori a sviluppo orizzontale e fari posteriori quadrati con angoli leggermente smussati. La calandra è quella tipica delle 
Lancia dell'epoca, ed è uno dei particolari che maggiormente differenziano le quattro vetture derivanti da questo progetto.

## Meccanica
La meccanica della Z, analoga a quella delle altre tre sorelle nate dallo stesso progetto, prevedeva inizialmente i seguenti motori, tutti a 4 cilindri e utilizzati anche su molte vetture del Gruppo PSA:
- 1998 cm³ a benzina (Cod. RXG), turbocompresso a bassa pressione, con distribuzione a due valvole per cilindro e 147 CV di potenza massima;
- 2088 cm³ a gasolio, turbocompresso, con distribuzione a tre valvole per cilindro e 109 CV di potenza massima.
- 1998 cm³ a benzina, con distribuzione a 16V.

Non erano presenti sulla Z i due motori più semplici, ossia il 2.0 aspirato 8V e il 1.9 turbodiesel da 90 CV.
Successivamente, nel 2000, la gamma si arricchì del nuovo 2.0 JTD con tecnologia common rail. Questo motore di origine PSA fu utilizzato anche dalla gemella Ulysse e dalle due sorelle francesi 806 ed Evasion.

## Motorizzazioni
| Modello                 | Disponibilità        | Motore  | Cilindrata (cm³) | Potenza max     | Coppia max (Nm) | Emissioni CO2 (g/km) | 0–100 km/h (secondi) | Velocità max (km/h) | Consumo medio (km/L) |
| 2.0 16V cat             | dal 1999 al 2002     | Benzina | 1997             | 100 kW (136 CV) | 190             | n.d                  | 10,9                 | 186                 | 10,3                 |
| 2.0 Turbo cat           | dall'esordio al 2000 | Benzina | 1998             | 108 kW (147 CV) | 235             | n.d                  | 10,1                 | 195                 | 8,6                  |
| 2.0 JTD 8V cat          | dal 1999 al 2002     | Diesel  | 1997             | 80 kW (109 CV)  | 270             | n.d                  | 13,9                 | 175                 | 13,8                 |
| 2.1 Turbodiesel 12V cat | dal 1996 al 1999     | Diesel  | 2088             | 80 kW (109 CV)  | 250             | n.d                  | 12,7                 | 175                 | 11,6                 |